# Japonica lutea
Espèce
Japonica lutea est un insecte lépidoptère de la famille des Lycaenidae de la sous-famille des Theclinae et du genre Japonica.

## Dénomination
Japonica lutea a été nommé par William Chapman Hewitson en 1865.
Synonymes : Dipsas lutea Hewitson, 1865 ; Shirozua lutea.

### Sous-espèces
- Japonica lutea lutea au Japon.
- Japonica lutea adusta (Riley, 1939)
- Japonica lutea dubatolovi Fujioka, 1993 ;
- Japonica lutea gansuensis Murayama, 1991 ;
- Japonica lutea patungkoanui Murayama, 1956 ; à Taïwan.
- Japonica lutea tatsienluica (Riley, 1939)[1].

## Description
C'est un petit papillon jaune aux apex des antérieures bordés de foncé et orné d'un point au niveau de la queue présente à chaque aile postérieure.

## Biologie

### Plantes hôtes
Ses plantes hôtes sont des chênes (Quercus) : Quercus serrata, Quercus acutissima, Quercus dentata, Quercus mongolica, Quercus aliena et Quercus variabilis.

## Écologie et distribution
Son aire de répartition est limitée à l'est de l'Asie et comprend le nord-est de la Chine, la Corée, le Japon et Taïwan.

### Biotope
C'est un lépidoptère des bois de chênes.

## Philatélie
Ce papillon figure sur une émission du Laos de 1986 (valeur faciale : 2 k).